# بیمارستان بورنهولمز
بیمارستان بورن‌هولمز (به لاتین: Bornholms Hospital) یک بیمارستان در دانمارک است که در جزیره برنهلم در شهر رونه واقع شده است.